# Ixorida thoracica
Ixorida thoracica är en skalbaggsart som beskrevs av Wallace 1867. Ixorida thoracica ingår i släktet Ixorida och familjen Cetoniidae. Inga underarter finns listade i Catalogue of Life.